# Caroline Thomas
Caroline Thomas (* 24. Juni 1990 in Weert, Niederlande) ist eine deutsche Handballspielerin.

## Karriere
Sie begann bereits im Alter von sechs Jahren auf Initiative ihrer Grundschullehrerin und späteren Trainerin Handball zu spielen. Die in Daun aufgewachsene Thomas durchlief die Jugendmannschaften ihres Heimatclubs TuS Daun. 2005 wurde sie mit den Daunern südwestdeutscher C-Jugend Meister.
Die 1,72 m große Schülerin wechselte 2006 zum Bundesligisten DJK/MJC Trier, bei dem sie zunächst in der zweiten Mannschaft zum Einsatz kam und gegen Ende der Saison 2006/07 in die 1. Mannschaft aufrückte. Spielte sie in Daun noch im Rückraum, agierte sie bei den Trierer „Miezen“ auf der Position der Kreisläuferin. Im Sommer 2010 wechselte sie zur HSG Blomberg-Lippe. Im Sommer 2013 schloss sie sich den Vulkan-Ladies Koblenz/Weibern an. In der Saison 2014/15 war sie Spielführerin beim Bundesligisten. Im Sommer 2015 kehrte sie zur DJK/MJC Trier zurück. Ein Jahr später wechselte sie zum Zweitligisten HSG Bensheim/Auerbach. Mit der HSG Bensheim/Auerbach stieg sie 2017 in die Bundesliga auf. Im Januar 2019 verließ sie Bensheim.
Caroline Thomas absolvierte bisher drei Jugendländerspiele und nahm im März 2007 am Qualifikationsturnier zur U17-EM teil.